# Roger André
Pour les articles homonymes, voir André.
 (novembre 2018).
Si vous disposez d'ouvrages ou d'articles de référence ou si vous connaissez des sites web de qualité traitant du thème abordé ici, merci de compléter l'article en donnant les références utiles à sa vérifiabilité et en les liant à la section « Notes et références ».
Roger André, né le 13 décembre 1914 à Saint-Laurent-des-Eaux (Loir-et-Cher) et mort le 28 février 1999 à Lyon, est un résistant français.
Il est l'un des douze compagnons de la Libération du  22e Bataillon de Marche nord-africain (22e BMNA).

## Décorations
- Commandeur de la Légion d'honneur

- Compagnon de la Libération par décret du 2 juin 1943[3]
- Croix de guerre 1939–1945, palme de bronze
- Croix de guerre des Théâtres d'opérations extérieurs (2 citations)
- Croix de la Valeur militaire (2 citations)
- Croix du combattant volontaire de la guerre de 1939–1945
- Croix du combattant volontaire de la Résistance
- Croix du combattant
- Médaille coloniale avec agrafes "Libye", "Bir-Hakeim", "EO"
- Médaille commémorative de la campagne d'Indochine
- Médaille commémorative des opérations de sécurité et de maintien de l'ordre avec agrafe "Algérie"
- Croix de la Vaillance Vietnamienne avec étoile d'argent